# Macrodiplophyllum
Macrodiplophyllum là một chi rêu trong họ Scapaniaceae.